# ミナ・クラビン・ワルチャブチク

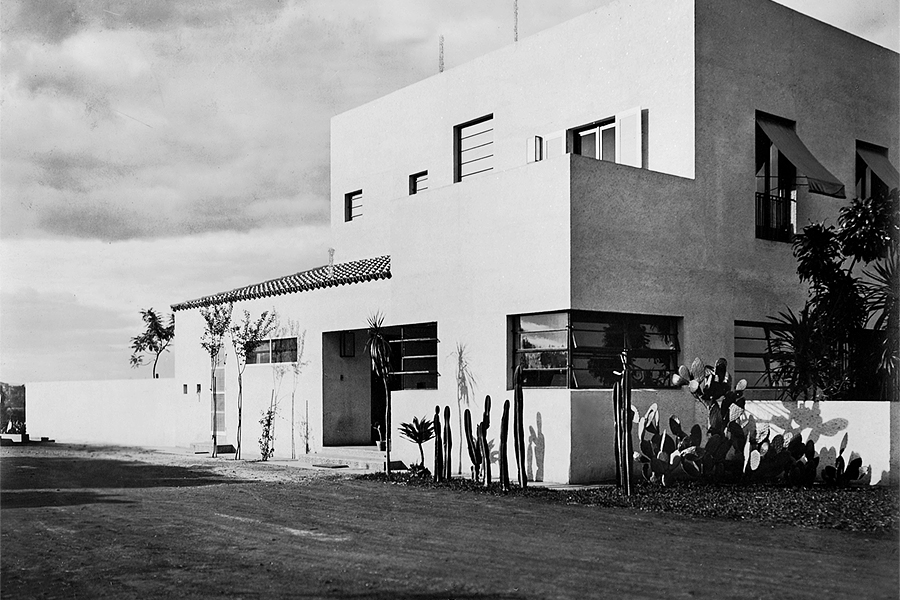
カーサ・ダ・ルア・サンタクルス、ミナ・クラビン・ワルチャブチクのネイティブなブラジル庭園は、夫が設計したモダニズム建築に個性と活気を加えた

ミナ・クラビン・ワルチャブチク（Mina Klabin Warchavchik、1896年 - 1969年）は、 ブラジル南部原産の植物で構成されるモダンで抽象的な庭園を設計することで知られるブラジルの環境デザイナー。 彼女は夫であるブラジルのモダニズム建築家グレゴリ・ワルチャブチクが設計した家に添える庭園を作庭した         。 

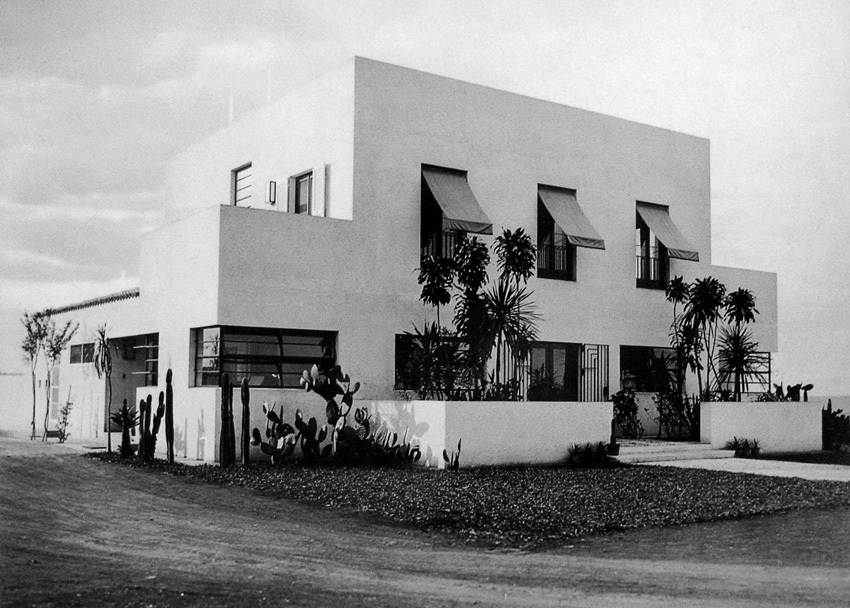
カーサダルアサンタクルス。グレゴリワルチャフチクが設計し、ミナクラビンが造園した家。

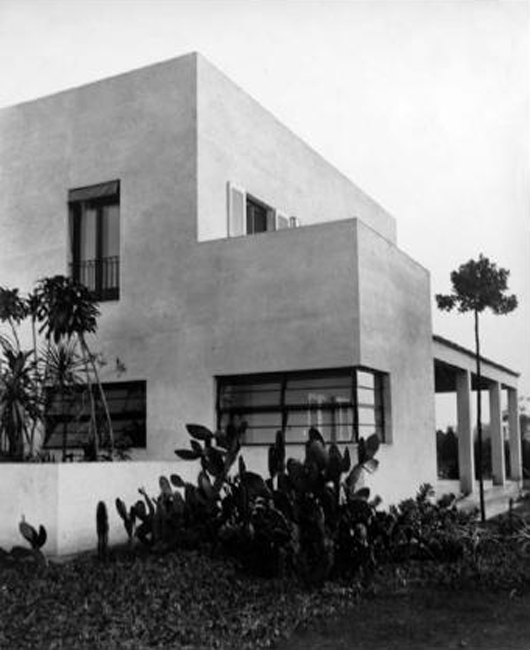
カーサダルアサンタクルスにあるミナクラビンが設計したサボテン園。